# Prosper Jolyot de Crébillon
Prosper Jolyot de Crébillon, född 13 januari 1674, död 17 juni 1762, var en fransk tragedidiktare. Han var far till Claude Prosper Jolyot de Crébillon.
Crébillon var biträde till allmänna åklagaren i Paris. Han levde ett glatt, sorglöst och lättsinnigt liv, med stor social kompetens och känsla för rättvisa, något som senare visade sig då han blev censor. Crébillon har skrivit nio tragedier, däribland Atrée et Thyeste (1707), Electre (1708) som ansetts som hans bästa, Rhadamiste et Zénobie (1711) som blev mest berömd, samt Catilina (1748). Crébillon blev 1731 medlem av Franska akademien. Han gynnades vid hovet, särskilt av Madame de Pompadour, som tidvis upphöjde honom på Voltaires bekostnad.